# Millwall

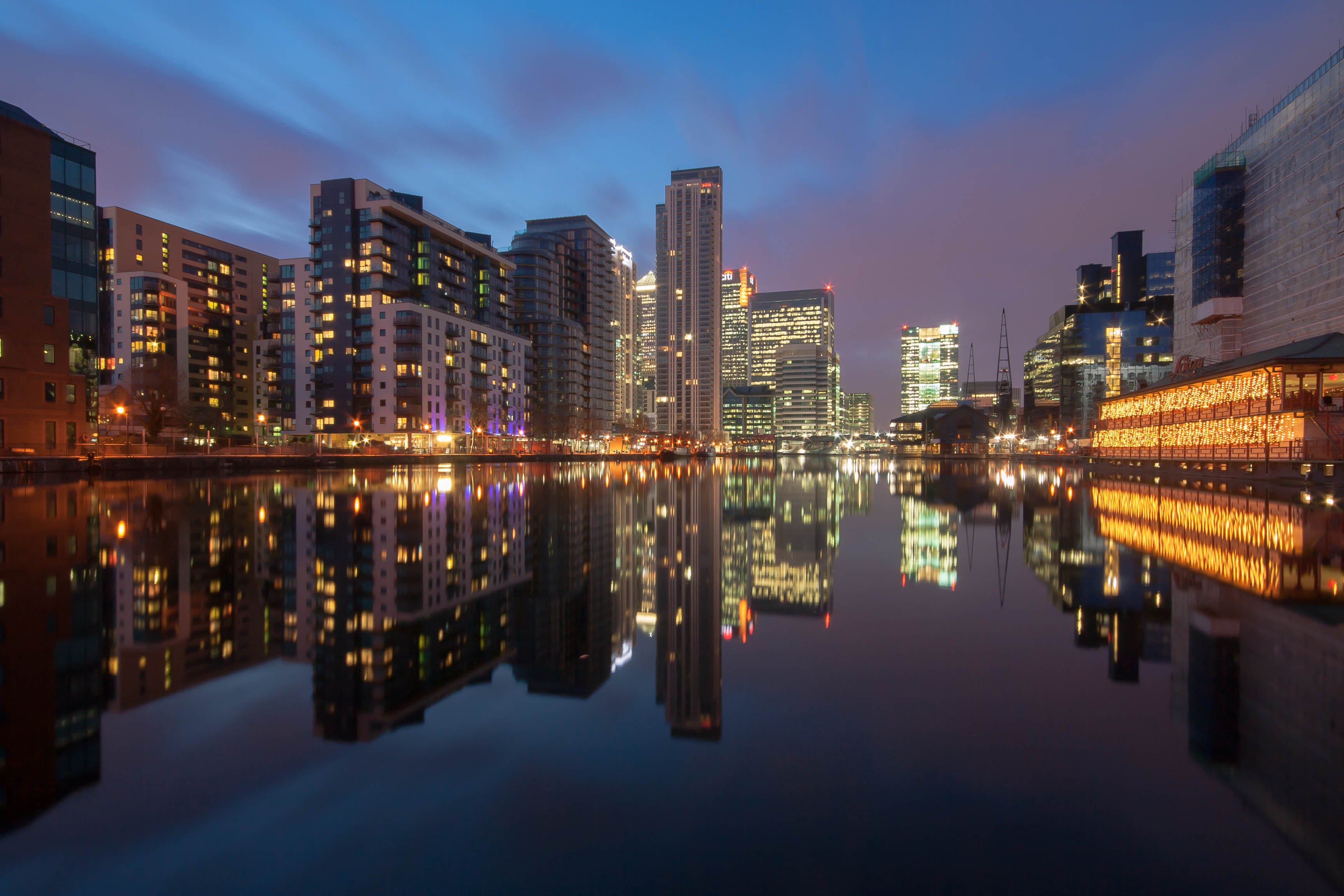
Blick auf das Millwall Dock

Millwall ist ein Stadtteil an der westlichen und südlichen Seite der Isle of Dogs im Osten Londons. Millwall ist Teil des London Borough of Tower Hamlets. Er liegt unmittelbar südlich von Canary Wharf und Limehouse, nördlich von Greenwich und Deptford, östlich von Rotherhithe, westlich von Cubitt Town und hat eine lange Uferlinie entlang des London’s Tideway, einem Teil der Themse. Es war Teil der Grafschaft Middlesex und ab 1889 der Grafschaft London nach der Verabschiedung des Local Government Act 1888, später wurde es Teil von Greater London im Jahr 1965.
Millwall ist ein kleineres Gebiet, das bis zum 19. Jahrhundert Teil des Stadtteils Poplar war, als es stark industrialisiert wurde und die Arbeitsplätze und Wohnungen von einigen tausend Hafen- und Schiffbauarbeitern des Millwall Dock beherbergte. Nach dem Zweiten Weltkrieg erfolgte die Deindustrialisierung und viele der Hafenarbeiter verloren ihren Job. Ab den 1980er Jahren wurden neue Wohngebiete geschaffen, so dass das Viertel heute aus alten Arbeitersiedlungen und neuen Apartmentsiedlungen besteht.
Millwall ist vor allem für seinen Fußballverein FC Millwall bekannt, der 1885 als Millwall Rovers gegründet wurde. Unter dem Spitznamen The Dockers (heute The Lions) zog das Team 1910 südlich des Flusses nach New Cross um. In den 25 Jahren seit seiner Gründung als Fußballverein belegte das Team vier verschiedene Plätze auf der Isle of Dogs, spielt jetzt in Bermondsey und behält den Namen Millwall bei, obwohl er seit mehr als 100 Jahren nicht mehr in der Gegend von Millwall spielt.
Laut dem Zensus 2011 leben 23.084 Menschen in dem Gebiet. In Millwall leben viele Immigranten und Nachfahren von Einwanderern aus Südasien. 45,1 % der Menschen, die in Millwall leben, sind in England geboren, wobei eine Reihe anderer Länder vertreten sind, darunter Bangladesch (6,8 %), Indien (4,7 %) und China (4,3 %). Muslime bilden 18 % der Bevölkerung und Christen 32,1 %.